# Teodor Terlecki
Teodor Terlecki herbu Sas – wojski gródecki w latach już w 1621 roku (do 1631 roku).
Poborca podatków ziemi lwowskiej w 1621 roku. Był uczestnikiem popisu pospolitego ruszenia ziemi lwowskiej i powiatu żydaczowskiego w 1621 roku.